# Sant Joan (Mallorca)
Sant Joan és una vila i municipi del centre de Mallorca, fundada l'any 1300. Confronta a llevant amb Petra i Vilafranca de Bonany, a migjorn amb Porreres, a ponent amb Montuïri, a mestral amb Lloret de Vistalegre i a tramuntana amb Sineu.
El nucli de població conté diverses àrees amb denominació pròpia: Baix de la Vila, el Barracar, el Camp, l'Escaleta, els Molins, el Pou Llarg, la Raval, les Roques, la Sínia i Son Santos.

## Població
| Entitat de població | Habitants (2024) |
| Sant Joan           | 2.245            |
| Font: INE           |                  |

L'evolució demogràfica de Sant Joan durant el segle xx va seguir una tendència de disminució gradual, com en altres municipis de la comarca del Pla de Mallorca, amb una pèrdua constant de població fins a la dècada de 1990. A partir del segle xxi, el municipi va començar a experimentar un creixement sostingut, reflectint una recuperació similar a la d'altres zones rurals de Mallorca després d'un llarg període de descens demogràfic.
Els llinatges més comuns són Bauçà (Bauzà), Gaià (Gayà), Mates (Matas), Company i Mas.

## El medi físic

### El relleu
El municipi de Sant Joan es caracteritza per una variació d'altura d'aproximadament 220 metres, amb cotes que oscil·len entre els 90 i els 310 metres. El seu relleu, propi del Pla, inclou valls àmplies, lleugeres ondulacions i turons aïllats. La majoria del territori presenta pendents inferiors al 10%, especialment a les valls, mentre que les superfícies amb pendents entre el 20 i el 40% són les més comunes. Només al vessant nord del Puig de Sant Nofre es troben pendents superiors al 80%.
El territori es distribueix en dues valls principals. La primera, que s'orienta de nord-oest a sud-est, ocupa el centre i el sud del municipi i comprèn la conca dels torrents de Sa Penya i d'en Pericàs. Aquesta vall comença al sud del nucli urbà de Sant Joan i descendeix fins a 90 metres al seu extrem sud-est, on s'endinsa en el terme de Vilafranca. La segona vall s'estén al nord del municipi amb una orientació sud-oest-nord-est, desenvolupant-se al voltant de la conca del torrent de Son Gual, que també baixa fins a altituds d'uns 90 metres.
En relació amb les elevacions, aquestes no presenten una alineació definida, sinó que apareixen com a turons dispersos. Entre les més destacades es troben el Puig de Bonany, amb una altitud de 310 metres al sud-est del terme, i el Puig de Sant Nofre, amb 254 metres al nord. Altres turons notables inclouen el Puig de Baldiri, situat al nord del nucli, la Serra de Son Gual al nord-oest, i la Serra de Meià al sud, que limita amb Montuïri.

### Geologia
Presenta una successió estratigràfica que abasta des del Triàsic Superior (facies Keuper) fins al Quaternari. Aquesta sèrie geològica presenta dues interrupcions significatives: la primera s'estén des del Cretaci Superior fins a l'Eocè Mitjà, i la segona inclou pràcticament tot el Pliocè. Els sediments mesozoics i neògens d'aquesta regió mostren una gran similitud amb els materials observats en altres parts de l'illa, la qual cosa permet establir correlacions. No obstant això, aquesta generalització no s'aplica als materials paleògens; per exemple, l'Eocè Superior està cobert per un potent estrat de dipòsits d'escull situades al Puig de Sant Nofre, que posseeixen característiques sedimentològiques distintives reconegudes també a Vilafranca de Bonany i Randa.
Entre les formacions rocoses més destacades es troben les dolomies i margues, que representen el 0,9% del terme municipal, així com les margues i margocalcàries, que ocupen el 29% del territori. A més, les calcàries esculloses, del sud del municipi, constitueixen un 14% del terme, i els dipòsits al·luvials, que són del 28%, inclouen sediments fluvials dipositats durant l'Holocè.
Estructuralment, la zona es caracteritza per blocs relativament elevats i enfonsats, delimitats per falles normals amb orientació nord-sud a nord-oest-sud-est. Aquests blocs contenen quatre unitats tectòniques que s'entrellacen i que mostren plecs que presenten una direcció predominant de nord-est a sud-oest.

### Hidrologia
La superfície de Sant Joan drena completament cap a la Badia d’Alcúdia, situada al nord del municipi. Es poden distingir dues petites subconques. La primera es troba al nord i recull l’aigua a través del torrent de Son Gual, que és el principal curs d'aigua d'aquesta àrea i rep afluents com el torrent de sa Bastida. Aquest torrent desemboca a la Badia d’Alcúdia. L’altra subconca ocupa gran part del centre i del sud del terme, drenant en direcció nord-oest a sud-est. Aquesta subconca es connecta amb el torrent de na Borges, que també acaba a la Badia d’Alcúdia, i inclou els torrents de son Pericàs i sa Penya.

### Clima
El clima de Sant Joan, com a la resta de les Illes Balears, és de tipus mediterrani, classificat com a "Csa" segons el sistema Köppen-Geiger; caracteritzat per estius calorosos i secs i hiverns suaus. A diferència de les zones costaneres, l’interior de l'illa experimenta una major amplitud tèrmica, amb estius molt calorosos, amb temperatures que poden superar els 35 °C, i hiverns més frescos, especialment durant les nits, quan les temperatures poden baixar per sota dels 5 °C. Les precipitacions es concentren principalment a la tardor i la primavera, amb episodis de pluges torrencials ocasionals. La sequera estival és marcada, i això afavoreix la presència de vegetació típica mediterrània adaptada a la manca d’aigua, com les garrigues i els alzinars, amb terres dedicades tradicionalment al conreu de secà.

### Vegetació
Sant Joan és un municipi amb pocs espais de vegetació natural, dominat per terres agrícoles. La vegetació local es veu influenciada per la litologia, el clima i la seva ubicació a Mallorca. Entre els hàbitats presents, es troben boscos termomediterranis i la garriga d’ullastre, que és comuna a la zona central i meridional de l’illa. Aquesta comunitat vegetal, que experimenta una aridesa notable, està parcialment dominada pel pi blanc. Les espècies destacades inclouen l'olivella, l’ullastre, el garrofer, el llentiscle i l'aladern de fulla estreta, principalment situades als turons septentrionals i orientals del terme.

### Conreus
La major part del territori de Sant Joan és apta per a l'agricultura, amb un 40% classificada per al conreu intensiu, gràcies als sòls d'argila i llim situats en terrenys plans. Aproximadament un 37% dels sòls són adequats per al conreu extensiu, ubicats en zones amb sediments més gruixuts o litologies compactes. Al voltant del 20% del territori es considera poc apte per a l'agricultura, predominant les pastures i la explotació forestal en vessants amb pendents pronunciades. Finalment, un 2% de la superfície és improductiva, corresponent al nucli urbà o a turons molt inclinats.

## Història
Després de la conquesta de Mallorca, el que fou l'antic districte musulmà de Yiynaw-Bitra es va anar estabilitzant amb l'arribada de nous pobladors que ocuparen les alqueries i rafals existents. Tradicionalment s'ha considerat que l'actual poble de Sant Joan creixé al voltant del rafal Al-ahmar, però no hi cap rastre toponímic que així ho indiqui ni tampoc cap registre documental.
Durant el repartiment posterior, el rafal esmentat va ser assignat a la part reial i cedit inicialment a Pere de Palau. El 1242, Saurina Palau, hereva de la família, ven les possessions sineures a un destacat personatge de la cort mallorquina, Arias Ibáñez. Aquest era un noble portuguès de la cort de Pere de Portugal que exerceix els càrrecs d'assessor, fiador, creditor procurador i lloctinent del futur Jaume II.
És durant aquesta vinculació als Ibáñez, quan es documenta per primera vegada (1249) la construcció d'una capella dedicada a Sant Joan Baptista sobre el pujol que després s'anomenaria de Consolació. Es construí per oferir servei religiós als pobladors d'aquelles contrades relativament allunyades de l'església parroquial de Santa Maria de Sineu. No fou fins a l'any 1298, quan Jaume II i el bisbe de Mallorca Ponç de Jardí retornaren de l'exili,  que es signà l'edicte d'erecció de la parròquia de Sant Joan com una entitat independent de la de Sineu. No hi ha cap font documental ni registre que permeti pensar en una població al voltant d'aquella capella.
Seguint el pla de les Ordinacions de Jaume II, Sant Joan adquirí oficialment l'estatut de vila l'any 1300. Aquest pla responia a la necessitat d'organitzar i repoblar l'illa, creant nous municipis amb autonomia administrativa i jurídica. Aquest fet va permetre a Sant Joan consolidar-se com a nucli urbà independent i desenvolupar una estructura socioeconòmica pròpia. Cal fer notar el seu emplaçament, en el creuer del camí ramader de Felanitx a Muntanya i en el camí de Ciutat que travessava de ponent a llevant el Pla. En relació amb la fundació de Sant Joan, s'han conservat tres documents de 1315, 1355 i 1370 que confirmen que les Ordinacions s'aplicaren a Sant Joan. Malgrat tot, no es pot dir amb certesa si existia algun poblat original o si es va fundar de nova planta ni si tenia relació amb l'esmentat rafal d'Al-ahmar.
Tant l'esmentada Saurina de Palau com els Ibánez foren senyors de la possessió de sa Bastida, i per mitjà de la seva genealogia es coneix la vinculació d'un dels seus descendents, Àries Ferrandis, amb la vila de Sant Joan. En el seu testament de 1323 aquest es titula senyor de Sant Joan i de Petra, després de permutar amb el rei Sanç I de Mallorca la seva baronia de Bunyola amb les d'aquests viles.
A principis del segle xv Mallorca vivia una crisi econòmica i demogràfica que esclatà durant 1450 amb la Revolta Forana. Els forans exigien l'anul·lació d'imposts indirectes, la supressió dels censals i una major representativitat al Gran i General Consell. La seva derrota i posterior repressió accentuà més la crisi i la població es dividí en bàndols que s'enfrontaven de manera violenta. Tan fou així que Sant Joan estigué a punt de despoblar-se. De la segona meitat del segle s'han documentat enfrontaments entre  «Geronesos» i «Pericassos», i entre «Bausans» i «Maiols».
Aquesta situació continuà durant el segle xvi, quan Sant Joan es veié immersa en la revolta de la Germania. Un nombre significatiu de santjoaners s'uniren a la revolta, la qual tenia el suport de les classes baixes contra els privilegis de la noblesa i les tensions amb el govern reial. Aquest episodi causà danys importants a diverses possessions de Sant Joan, com Sa Bastida, Solanda i Horta, que foren saquejades. Prop d'un centenar de santjoaners participaren en la revolta, una trentena participaren en diverses batalles, una vintena moriren i una desena restaren fidels a la noblesa.

## Festes

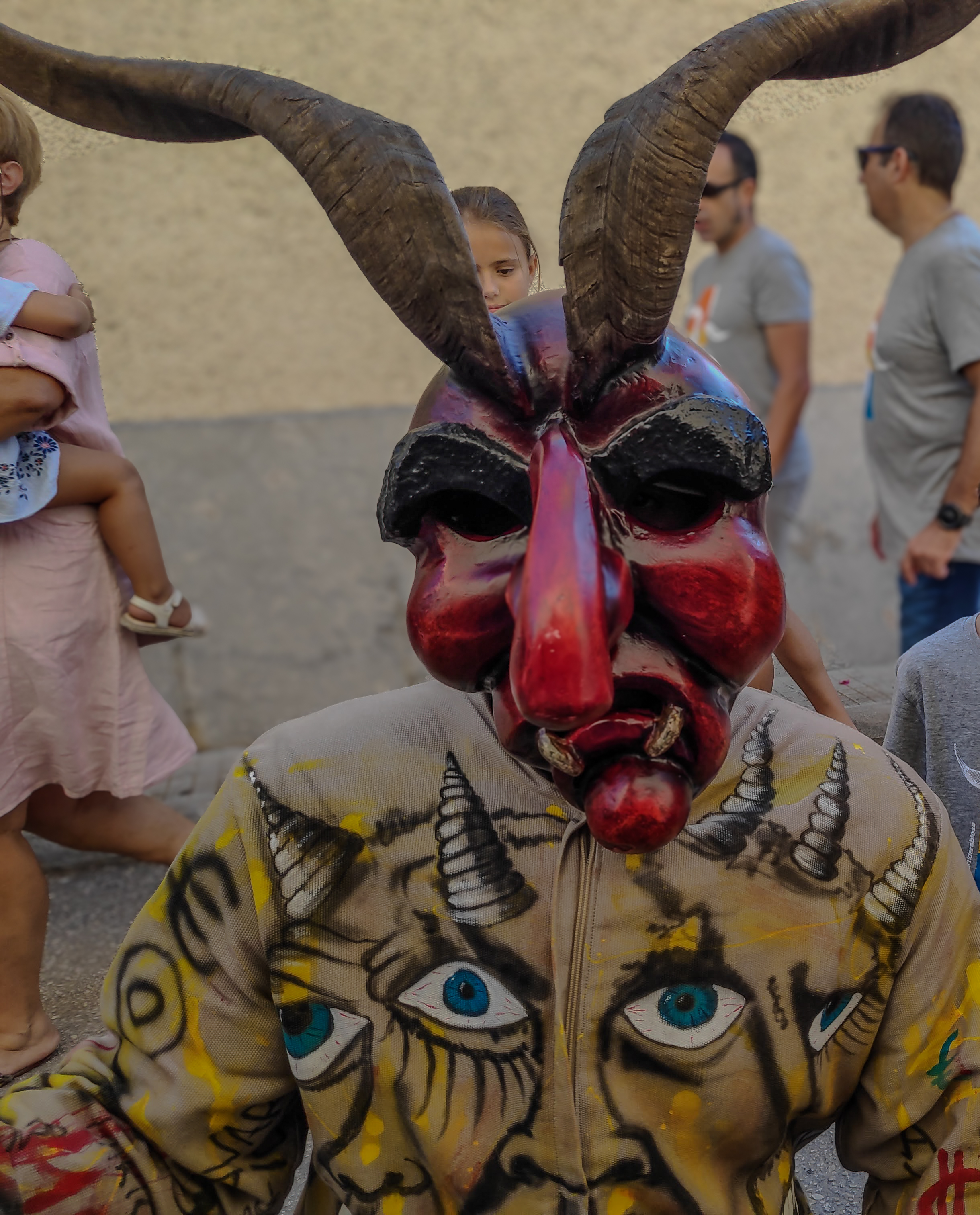
Dimoni de Sant Joan

A Sant Joan s'hi celebren 8 festes diferents al llarg de l'any, algunes locals, com la festa patronal de Sant Joan Degollat (29 d'agost), la festa del Sol que Balla (24 de juny), la Festa del Quart Diumenge o del Pa i Peix (quart diumenge de quaresma) i la Festa del Botifarró (no oficialment «des Butifarró») o de sa Torrada (principis d'octubre); i d'altres més foranes, com són el Dia del Llibre i la Rua (Carnaval). A més, el poble celebra diverses festes amb actes tradicionals destacats, com el correfoc, la sortida de dimonis i la missa solemne de la festa patronal.
Els Dimonis de Sant Joan, vinculats al Centre Cultural de Sant Joan, consisteixen en set figures dissenyades per Antoni Roig i Sierra que representen els set pecats capitals: luxúria, gola, avarícia, peresa, ira, enveja i supèrbia. La primera disfressa es va presentar l'any 1983 i les altres s'hi van afegir progressivament en els anys següents. Els dimonis fan diverses aparicions durant les festes patronals, perseguint els participants i colpejant-los lleument amb llenderes, i s'han convertit en un símbol icònic de les festes locals.
Els Diables de Sant Joan, també associats al Centre Cultural, van ser la primera colla de diables de les Illes Balears, debutant a l'agost de 1993. Surten durant el correfocs, acompanyats pel Corb de Sant Nofre, una figura bicèfala que va ser la primera bèstia de foc creada a les Balears. El Corb de Sant Nofre va ser dissenyat l'any 1998 per Kake Portas i es basa en un mite local sobre una parella de corbs del Puig de Sant Nofre.

## Política
| Eleccions municipals de 28 de maig de 2023 - Sant Joan                                          |                                        |                                     |                                     |        |         |          |
| Candidatura                                                                                     | Candidatura                            | Candidatura                         | Cap de llista                       | Vots   | Vots    | Regidors |
|                                                                                                 | Més per Mallorca                       |                                     | Richard Thompson                    | 469    | 41,17%  | 5        |
|                                                                                                 | Proposta per les Illes                 |                                     | Francesc Mestre Estelric            | 308    | 27,04%  | 3        |
|                                                                                                 | Partit Popular de les Illes Balears    |                                     | Hermosinda Isabel Mariño Pocovi     | 203    | 17,82%  | 2        |
|                                                                                                 | Partit Socialista de les Illes Balears |                                     | Catalina Perelló Pascual            | 148    | 12,99%  | 1        |
|                                                                                                 | Vots en blanc                          |                                     |                                     | 11     | 0,97%   |          |
| Total vots vàlids i regidors                                                                    | Total vots vàlids i regidors           | Total vots vàlids i regidors        | Total vots vàlids i regidors        | 1,139  | 100 %   | 11       |
|                                                                                                 | Vots nuls                              | Vots nuls                           | Vots nuls                           | 11     | 0,96%   |          |
| Participació (vots vàlids més nuls)                                                             | Participació (vots vàlids més nuls)    | Participació (vots vàlids més nuls) | Participació (vots vàlids més nuls) | 1,150  | 77,6%** |          |
| Abstenció                                                                                       | Abstenció                              | Abstenció                           | Abstenció                           | 332*   | 22,4%** |          |
| Total cens electoral                                                                            | Total cens electoral                   | Total cens electoral                | Total cens electoral                | 1,482* | 100 %** |          |
| Batle: Richard Thompson Per majoria absoluta dels vots dels regidors                            |                                        |                                     |                                     |        |         |          |
| Fonts: Infoelectoral (* No són vots sinó electors. ** Percentatge respecte del cens electoral.) |                                        |                                     |                                     |        |         |          |

Richard Thompson assumí el càrrec de batle de Sant Joan després del pacte de govern entre Més i el PSOE, liderat per Catalina Perelló.

## Cultura

### Publicacions i entitats

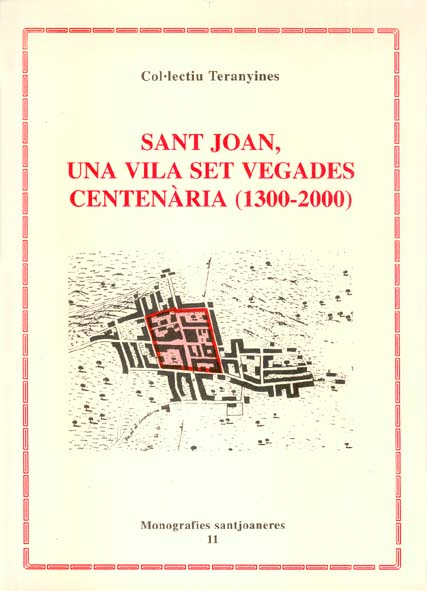
Portada d'una de les Monografies Santjoaneres.

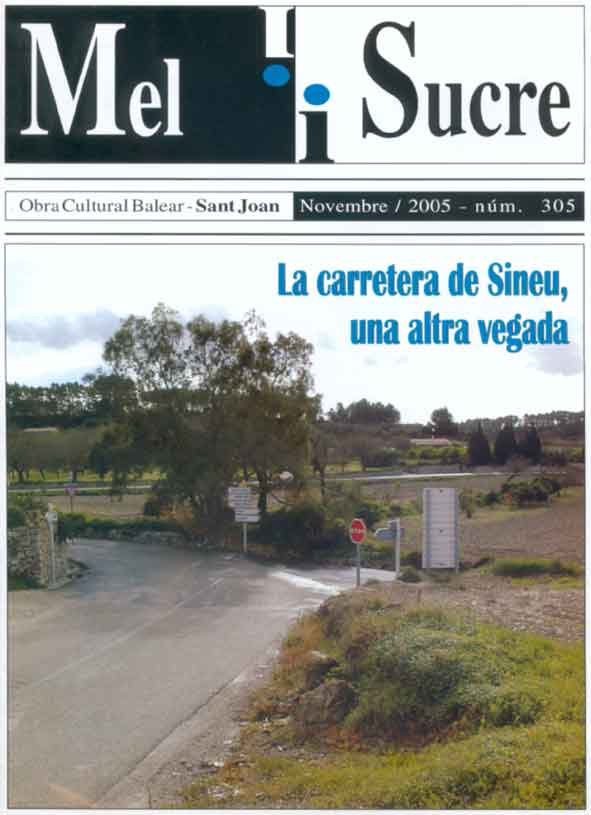
Portada de la revista Mel i Sucre.

A Sant Joan s'editen actualment dues revistes locals, Mel i Sucre i Damunt Damunt, ambdues de periodicitat mensual i escrites íntegrament en català. Mel i Sucre va començar a publicar-se a principis de 1980 i forma part de l'Associació de la Premsa Forana de Mallorca. Abans es va publicar la revista Sant Joan, i durant la dècada de 1940 es va editar la revista Documenta, dedicada a la història local i redactada majoritàriament en castellà, tot i que també contenia col·laboracions en català. Això feu de Documenta una de les primeres publicacions de la postguerra a utilitzar el català. Francesc de Borja Moll, un dels qui hi varen escriure, va dir «El cas de Sant Joan és notabilíssim, és un cas únic i digne de vertadera admiració...».
El grup de Documenta era conegut popularment com «Ses Teranyines», en referència a la seva tasca de «llevar les teranyines» dels papers vells. Inspirant-se en aquest grup, durant la dècada de 1990 va aparèixer el Col·lectiu Teranyines, un grup dedicat a la recerca sobre la història i cultura de Sant Joan. La seva activitat principal ha estat la publicació de la col·lecció Monografies Santjoaneres, que el 2015 comptava amb 24 números. A més, organitzen anualment la Diada del Pare Ginard, en homenatge a Rafel Ginard i Bauçà, folklorista i autor del monumental Cançoner Popular de Mallorca. El col·lectiu també publica anualment el Pronòstic Santjoaner.

### Llengua
A Sant Joan es parla una variant del català força particular, el santjoaner, que es caracteritza pel fet que confon la e oberta i la tancada: així, Déu i deu (el nombre 10) es pronuncien igual, ['dew]. Aquest fenomen també es pot observar a les viles de Maria de la Salut i de Felanitx.

### Teatre
A Sant Joan hi ha dos grups de teatre locals: un de teatre infantil i un altre d'adults, aquest últim anomenat Biaixos i Capgirons. Tots dos grups estan dirigits per Antoni Bonet «Síndic». Cada any, ambdós grups presenten diverses obres teatrals, destacant dues representacions fixes: una sobre Herodes i els Tres Reis d'Orient, que es realitza el 6 de gener, i una altra sobre la crucifixió de Jesús de Natzaret, que té lloc el Divendres Sant.

### Folklore
La Casa Museu Pare Ginard és un espai cultural dedicat a Rafel Ginard i Bauçà, folklorista i poeta de Sant Joan, i forma part de la Fundació Mallorca Literària. Inaugurada el 2007 a la seva casa natal, ofereix una immersió en la cultura popular mallorquina, amb una col·lecció de cançons, gloses, rondalles i altres manifestacions de tradició oral que Ginard va recopilar. A més de l'exposició permanent, el museu organitza tallers, conferències i espectacles per preservar el patrimoni immaterial de l'illa. L'edifici conserva elements tradicionals, com el molí de sang i la premsa de vi, reflectint la vida rural de finals del segle xix.
L'Himne al poble de Sant Joan fou compost per Josep Rosselló Ordines, mestre de Sant Joan entre els anys 1910 i 1924, que ell mateix va musicar l'any 1913. Actualment, es canta al final de l'ofici solemne amb motiu de la festa de Sant Joan Degollat, el 29 d'agost. Rosselló també recopilà cançons i músiques populars de la comarca amb la col·laboració del músic i etnògraf Baltasar Samper durant la dècada de 1920.

## Personatges destacats

### Fills Predilectes
- Fra Lluís Jaume Vallespir (Sant Joan, 18 d'octubre de 1740 – San Diego, Califòrnia, 5 de novembre de 1775) fou un missioner franciscà mallorquí que va formar part del grup de setze frares liderats per Fra Juníper Serra, enviats a Califòrnia per establir missions. Després d'aprendre la llengua dels indígenes, va escriure un catecisme en la seva llengua. La nit del 4 al 5 de novembre de 1775, durant un atac indígena a la missió de San Diego de Alcalá, fou assassinat mentre intentava pacificar els atacants, convertint-se en el primer màrtir cristià de Califòrnia. Fou nomenat Fill Predilecte de Sant Joan el maig de 1935.[28]

- Jaume Mas i Noguera «el Mestre Mas» (Manacor, 13 d'octubre de 1832 – Sant Joan, 27 d'octubre de 1910) va ser el primer mestre nacional de l'escola de nins de Sant Joan. Arribat al poble el 1858, el seu treball va ser molt elogiat per les autoritats locals i inspectors, destacant pel progrés acadèmic dels seus alumnes. Després de gairebé quaranta anys de servei, va deixar la plaça el 1895 per traslladar-se a Inca, on es va jubilar poc temps després. La seva absència va provocar una caiguda en el nivell acadèmic. El 1925 va ser nomenat Fill Predilecte de Sant Joan, i un carrer del poble porta el seu nom des de principis dels anys trenta.[29]

- Antoni Oliver Gayà «dels Calderers» (Sant Joan, 1863 – 30 d'octubre de 1936) fou un polític i amo de possessió. Va exercir com a regidor i batle de l’ajuntament del municipi, a més de ser el fundador i president de la Caixa Rural de Sant Joan. És reconegut per ser un dels últims amos de possessió que va impulsar una revolució tecnològica agrícola, tot i que no va poder evitar el declivi que s'augurava per a les possessions tradicionals. Fou nomenat Fill Predilecte de Sant Joan durant les festes d'estiu de 1943.[30]

- Mossèn Francesc Mas i Galmés «el Rector Mas» (Sant Joan, 22 de juny de 1878 – 23 de juliol de 1953) fou rector de Sant Joan i finançà la major part de la construcció del Centre Catòlic. També fou un impulsor de la reforma integral de l'església parroquial que es realitzà als anys trenta del segle xx. Va ser nomenat Fill Predilecte de Sant Joan el 18 de maig de 1999.[31]

- Fra Rafel Ginard i Bauçà (Sant Joan, 27 de juliol de 1899 – Artà, 15 d'octubre de 1976) va ser un important folklorista i poeta franciscà, conegut sobretot per la seva obra Cançoner popular de Mallorca, on va recopilar més de quinze mil cançons tradicionals mallorquines, convertint-se en un referent en la preservació del patrimoni oral de l'illa. A més de la seva tasca de recopilació, va col·laborar amb figures com Mossèn Alcover i va ser guardonat als Jocs Florals de Barcelona. La seva contribució a la cultura mallorquina continua viva a través de la Casa Museu Pare Ginard, dedicada al seu llegat i gestionada per la Fundació Mallorca Literària. El 1974 fou nomenat Fill Predilecte de Sant Joan.[32]

- Joan Mas i Matas «el Mestre Pagès» (Sant Joan, 2 de juliol de 1913 – 29 d'octubre de 1982) va ser un mestre influenciat per la pedagogia del seu mentor, Josep Rosselló Ordines. El 1940, durant la depuració d’aspirants i mestres, el seu expedient fou revisat per les seves connexions amb persones considerades sospitoses en l’àmbit educatiu de l’època. Malgrat aquestes dificultats, va poder completar la seva formació i exercí com a mestre a Catalunya durant nou anys. De retorn a Sant Joan, el 1975 va ser condecorat amb l'Orde Civil d'Alfons X El Savi en reconeixement de la seva contribució a l’educació. El 2 de febrer de 1983, va ser nomenat Fill Predilecte de Sant Joan.[33]

- Miquel Gayà i Sitjar (Sant Joan, 3 d'abril de 1917 – Palma, 25 de juny de 1998) fou un poeta considerat l'últim representant de l'Escola Mallorquina. Va ser un col·laborador assidu de la revista Lluc, on va introduir seccions en català i en va ser secretari fins al 1972. Entre les seves obres destaquen Breviari d'amor i estudis sobre Miquel Costa i Llobera, Miquel Ferrà i Joan Alcover. El 1996 va ser nomenat Fill Predilecte de Sant Joan.[34]

### Altres santjoaners il·lustres
- Gabriel Company Bauzà: Ciclista professional entre 1954 i 1962.

- Gabriel Company Bauzá: Empresari agrícola i conseller d'Agricultura, Medi Ambient i Territori del Govern de les Illes Balears per part del Partit Popular de les Illes Balears.
- Joan Company Florit: Director de corals i musicòleg.
- Miquel Gual Bauzà: Ciclista professional entre 1944 i 1956.
- Caterina Karmany Jaume: Periodista que ha treballat en mitjans com Catalunya Ràdio i TV3, i ha estat corresponsal a les Illes Balears des del 2022.
- Antoni Karmany i Mestres: Ciclista professional campió de Muntanya de la Volta a Espanya el 1960, 1961 i 1962.
- Josep Estelrich Costa: Capellà, historiador i fundador del Col·lectiu Teranyines.
- Josep Estelrich Mieres: Pagès, fundador d'Unió de Pagesos de Mallorca.
- Caterina Mieras i Barceló: Metgessa, diputada del Parlament Catalunya i consellera de Cultura de la Generalitat de Catalunya durant la setena legislatura per part del Partit dels Socialistes de Catalunya.

- Climent Picornell Bauzà (Fotògraf): Fotògraf naturalista mort l'any 2003.
- Climent Picornell Bauzà (Geògraf): Doctor en Geografia i professor de la UIB.
- Climent Picornell Florit: Pintor i escultor.

- Josep Roig Bauçà: Mestre d'educació física i director del Col·legi Públic Son Juny durant 35 anys.[35]
- Jaume Sastre i Font: Professor i activista, conegut per la seva tasca en defensa de la llengua i cultura catalanes, la seva implicació en accions polítiques i socials com la vaga de fam de 2014, i la seva militància a l'Assemblea de Docents i el Consell per la República.

## Educació

### Escola Pública: CEIP Son Juny
És un centre d'educació infantil i primària adscrit a l'IES Sineu. Aquest centre utilitza el català com a llengua vehicular i d'ensenyament, seguint el model lingüístic establert per la normativa educativa balear. Està ubicat al Passeig Joan Mas i Mates, a l'entrada del poble, dalt del turó de Son Juny.
El centre disposa de dues edificacions: un edifici per a l'educació primària i un altre dedicat a l'educació infantil, inaugurat el primer l'any 1985 i el segon l'any 2004. A més de les aules, les instal·lacions inclouen un poliesportiu municipal i un camp de tennis, que permeten la realització de les classes d'educació física. El col·legi també compta amb un hort escolar, un galliner per a activitats de compostatge i un estany.
El col·legi publica una revista anual anomenada Kromioussa, basada en el tema educatiu destacat de cada any. El curs 2023/24, el centre comptava amb 217 alumnes matriculats. La plantilla del professorat incloïa 15 mestres, 8 especialistes i una mestra de religió.

### Escoleta Els Molins
Inaugurada l'agost de 2024, aquesta escoleta municipal està ubicada a la Casa de Cultura i acull infants de 0 a 3 anys, distribuïts en tres unitats, una per a cada nivell d'educació infantil. Amb la seva obertura, Sant Joan recupera un servei educatiu essencial que havia estat inactiu des de l'octubre de 2020, quan va tancar l'anterior escoleta concertada.
El centre està ubicat a la Casa de Cultura, un edifici emblemàtic del municipi que ha estat renovat per acollir l'escoleta i l'Escola de Música a la primera planta.

## Serveis

### Jutjats de Pau i Registre Civil
El Jutjat de Pau de Sant Joan està subordinat al Tribunal de Justícia de les Illes Balears i es troba a la Casa de la Vila. A més, dins de l'Ajuntament hi ha una oficina del Registre Civil.

### Sanitat
El gener de 2023 Servei de Salut de les Illes Balears anuncià la nova Unitat Bàsica de Salut de Sant Joan, amb una previsió de fi d'obra durant el segon semestre de 2023. Ocupa un espai de 450 metres quadrats i oferix diversos serveis mèdics, com ara medicina general, infermeria i atenció pediàtrica, a més de comptar amb zones de suport com recepció i oficines administratives. Aquest projecte forma part d'un pla estratègic més ampli del govern regional per millorar la infraestructura sanitària a les Illes Balears.

### Transports
Tot i dir-se estació de Sant Joan, l'estació, que s'interposa en el recorregut Inca-Manacor, està situada dins el terme de Sineu. Tanmateix, el mes de febrer de 2012 es tancà l'estació de Sant Joan i se suprimiren algunes freqüències; ara un servei d'autobús transporta passatgers des del centre de Sant Joan a l'estació de Sineu i a viceversa, enllaçant així algunes arribades del tren.

## Esports
El municipi de Sant Joan disposa d'un pavelló esportiu situat al turó de Son Juny, al costat de l'escola pública. El Pavelló Municipal de Son Juny és la seu i estadi dels dos clubs de futbol sala locals: Just-Just Sant Joan, que competeix a la Tercera divisió nacional, i el Sant Joan Club Esportiu, fundat el 2007, que disputa els seus partits a la Lliga de Primera Regional.
Els dos clubs tenen una base de jugadors molt semblant. El Just-Just Sant Joan compta amb categories que van des de prebenjamí fins a infantil, mentre que el Sant Joan Club Esportiu disposa d’equips en les categories infantil, cadet i juvenil.
El Just-Just Sant Joan ha aconseguit dues Copes de la Federació en la categoria benjamí durant les temporades 2012/13 i 2013/14. El club amb més èxits esportius del municipi és el Sant Joan C.E., amb un palmarès que inclou una Copa de la Lliga Regional (2009), una Copa de la Lliga Juvenil (2011) i dos cops Campió de Lliga de 1ª Regional (2018 i 2021).

## Anecdotari
- L'any 1930, va fer una calabruixada perillosa a Sant Joan. Va rompre cinc mil teules aproximadament, en només 10 minuts. Per fer-se una idea, eren com ous de gallina, fins i tot algunes com codonys; algunes pesaven devers 50 grams, fins i tot alguns deien que n'havien pesat de 70 a 80. I amb aquest temps tan escàs es varen perjudicar els pallers, a més de crear inundacions en cases i matar aus de bestiar.[44]
- Una rondalla de Mossèn Alcover titulada «Com és que es campanar de Sineu està una mica decantat de l'església» explica que la raó per la qual el poble veïnat de Sineu té el campanar lleugerament separat de la seva església és que els santjoaners intentaren endur-se'l cap a Sant Joan estirant-lo amb cordes, ja que Sant Joan encara no en tenia. Tanmateix, els sineuers se n'adonaren i els aturaren quan només l'havien desplaçat una passa o dues enllà.[45]

### Monografies santjoaneres
1. Estelrich i Costa, Josep. La parròquia de Sant Joan (1900-1993).  Sant Joan: Col·lectiu Teranyines, 1993. ISBN 84-86815-42-6.
2. Estelrich i Costa, Josep. El pujol de Consolació de Sant Joan.  Sant Joan: Col·lectiu Teranyines, 1993. ISBN 84-7535-248-0.
3. Costa i Salom, Carles. Sant Joan, un temps.  Sant Joan: Col·lectiu Teranyines, 1995. ISBN 84-7632-244-5.
4. Maimó i Vadell, Joan. Miquel Gayà i Sitjar.  Sant Joan: Col·lectiu Teranyines, 1996. ISBN 84-87026-58-3.
5. Canuto; Estelrich; Font; Moratinos; Sastre. Els malnoms de Sant Joan. Segles XIX-XX.  Sant Joan: Col·lectiu Teranyines, 1996. ISBN 84-921996-0-1.
6. Estelrich Mieres, Josep. República, guerra civil, postguerra a Sant Joan.  Sant Joan: Col·lectiu Teranyines, 1996. ISBN 84-921996-1-X.
7. Soler, Dr. Sebastià; Ginard, fra Rafel; Bauçà, Mn. Bartomeu. El temple parroquial de Sant Joan. De l'església vella a l'església nova.  Sant Joan: Col·lectiu Teranyines, 1998. ISBN 84-921996-2-8.
8. Bauçà i Barceló, Joan. La música a Sant Joan.  Col·lectiu Teranyines, 1998. ISBN 84-921996-3-6.
9. Ginard i Bauçà, fra Rafel. Sant Joan, la meva terra.  Sant Joan: Col·lectiu Teranyines, 1999. ISBN 84-921996-3-6.
10. Miscel·lània del Col·lectiu Teranyines. Setè centenari de la parròquia de Sant Joan.  Sant Joan: Col·lectiu Teranyines, 1999. ISBN 84-921996-5-2.
11. Miscel·lània del Col·lectiu Teranyines. Sant Joan, una vila set vegades centenària (1300-2000).  Sant Joan: Col·lectiu Teranyines, 2000. ISBN 84-921996-6-0.
12. Miscel·lània del Col·lectiu Teranyines. Josep Rosselló Ordines (1882-1966).  Sant Joan: Col·lectiu Teranyines, 2002. ISBN 84-921996-7-9.
13. Sastre i Gayà, Antoni. Les eres de Sant Joan.  Col·lectiu Teranyines, 2002. ISBN 84-921996-8-7.
14. Ginard i Bauçà, fra Rafel. De com era infant.  Sant Joan: Col·lectiu Teranyines, 2003. ISBN 84-921996-9-5.
15. Miscel·lània del Col·lectiu Teranyines. La família Oliver dels Calderers.  Sant Joan: Col·lectiu Teranyines, 2003. ISBN 84-933074-0-8.
16. Sastre Gayà, Antoni. Menestrals i botiguers de Sant Joan.  Sant Joan: Col·lectiu Teranyines, 2004. ISBN 84-933074-1-6.
17. Mates; Bausà; Costa; Estelrich; Estelrich; Estelrich. Fills predilectes de Sant Joan.  Sant Joan: Col·lectiu Teranyines, 2006. ISBN 84-933074-2-4.
18. Sastre Gayà, Antoni. Empresaris, industrials i fabricants de Sant Joan.  Sant Joan: Col·lectiu Teranyines, 2008. ISBN 978-84-933074-3-1.
19. Bausà Roig, Josep. Fra Lluís Jaume (1740-1775).  Sant Joan: Col·lectiu Teranyines, 2008. ISBN 978-84-933074-4-8.
20. Miscel·lània homenatge a Josep Estelrich i Costa.  Sant Joan: Col·lectiu Teranyines, 2009. ISBN 978-84-933074-6-2.
21. Sastre Gayà, Antoni. Hortolans de Sant Joan.  Sant Joan: Col·lectiu Teranyines, 2012. ISBN 978-84-933074-6-2.
22. Sastre Gayà, Antoni. Agricultura i ramaderia a Sant Joan en el segle XX.  Sant Joan: Col·lectiu Teranyines, 2014. ISBN 978-84-933074-7-9.
23. Bauçà i Barceló, Joan. L'obra del cançoner popular de Catalunya a Sant Joan.  Sant Joan: Col·lectiu Teranyines, 2014. ISBN 978-84-933074-8-6.